# Gottes-Segen-Schacht (Bannewitz)
Der Gottes-Segen-Schacht wurde zur Aufsuchung von Steinkohle geteuft. Der Schacht lag am östlichen Rand der Steinkohlenlagerstätte des Döhlener Beckens auf Wilmsdorfer Flur.

## Geschichte
Der Finanzprokurator und Advokat Georg Ed. Schmidt, der Hofkürschnermeister Wilhelm August Schmidt und der Particulier Wilhelm Friedrich Freudenberg, schlossen sich zusammen um einen Schacht zur Aufsuchung von Steinkohlen zu teufen.
1854 begann man bei 297,37 m NN mit der Teufe des Schachtes. 1856 wurde nach einer Teufe von 168 Metern das silurische Grundgebirge, ohne die Kohleformation des Unterrotliegenden angetroffen zu haben, erreicht. Der Schacht wurde daraufhin noch im selben Jahr verfüllt.
Am 9. Dezember 1928 kam es im Schachtbereich zu einem Tagebruch. Man stellte fest, dass der Schacht bis zu dem in 19,50 m Tiefe stehenden Wasserspiegel völlig frei war. Eine Verfüllung der Schachtröhre war demzufolge 1856 nicht wie angegeben erfolgt. Wahrscheinlich wurde der Schacht nur abgebühnt und überdeckt. Die Kosten für die jetzt durchzuführende Verfüllung wurden mit 2500 RM veranschlagt und durch die Bergschadenkasse finanziert.